# Salinas Victoria
Salinas Victoria là một đô thị thuộc bang Nuevo León, México. Năm 2005, dân số của đô thị này là 27848 người.